# د.أوتكر

## د. أوتكر
د. أوتكر (بالألمانية: Dr. Oetker) هي شركة ألمانية متخصصة في إنتاج  المواد الغذائيةوالمُحلِّيَات الصناعية، إلى جانب منتجات أخرى. تأسست عام 1891، ويقع مقرها الرئيسي في مدينة بيليفيلد، ألمانيا.

## التاريخ والتأسيس
في عام 1891، قدم أوغست أوتكر أول منتج له، وهو "Backin" (الباكينغ باودر). اعتمدت فكرته على تعبئة مسحوق الخبز في أكياس صغيرة تحتوي على كمية مناسبة للرطل الواحد من الطحين، مما ساهم في تحسين جودة المخبوزات وضمان ثبات النتائج.
خلال الحرب العالمية الأولى، توفي ابن المؤسس عام 1916. وبعد وفاة أوغست أوتكر عام 1918، تولى ريتشارد كاسولوفسكي إدارة الشركة بعد زواجه من أرملة ابن المؤسس. توسعت الشركة في الإنتاج والتوزيع، وأُنشئت فروع في فرنسا وبلجيكا والدنمارك وإيطاليا.
أثناء الحرب العالمية الثانية، قُتل كاسولوفسكي مع أفراد من عائلته في غارة جوية عام 1944. بعد الحرب، بدأ رودولف أوغست أوتكر، حفيد المؤسس، بإعادة بناء الشركة، مضيفًا خطوط إنتاج جديدة. في عام 1960، تم اعتماد الشعار الحالي، وفي عام 1970، طرحت الشركة أول بيتزا مجمدة في السوق الألمانية. توفي رودولف أوغست أوتكر عام 2007 عن عمر 90 عامًا.

## العلامة التجارية والتوسع
منذ البداية، استُخدم رمز رأس فتاة في شعار الشركة، وهو مستوحى من صورة حقيقية لابنة فنان مصور. ظهر هذا الشعار لأول مرة عام 1899 في برلين، وما زال يُستخدم حتى اليوم على تغليف المنتجات.
في عام 2009، أطلقت الشركة أولى منتجاتها في الأسواق العربية، ثم توسعت إلى الأسواق الآسيوية في عام 2010. تقدم الشركة اليوم حوالي 3,500 منتج في قطاعي البيتزا والحلويات، وتعد واحدة من الشركات البارزة في هذا المجال داخل أوروبا.

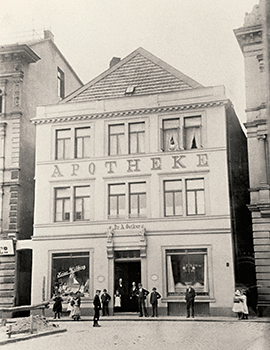
الصيدلية القديمة

## عالم د. أوتكر
يتيح متحف د. أوتكر للزوار فرصة استكشاف تاريخ الشركة وتجربة منتجاتها. يقع المتحف في مقر الشركة بمدينة بيليفيلد، حيث تم تحويل مصنع مسحوق البودينغ القديم إلى مساحة عرض حديثة، أُعيد تصميمها من قبل مكاتب تصميممعمارية متخصصة.
يهدف المتحف إلى تقديم تجربة تفاعلية تجمع بين التعرف على تاريخ الشركة وتجربة منتجاتها. يضم المتحف مطبخاً تجريبياً يتيح للزوار تذوق منتجات د. أوتكر، إلى جانب جولات تعريفية حول مراحل تطور العلامة التجارية. التصميم المعماري للمتحف يعتمد على هيكل زجاجي محيط بالفناء الداخلي، الذي يتصل بالمبنى القديم المصمم على شكل حرف U، مما يوفر سهولة الوصول إلى مختلف الأقسام والمستويات.
في الطابق الأرضي، يتوسط الفناء مجسم ضخم لحلوى البودينغ، وهو في الواقع آلة لصناعة البودينغ، حيث يمكن للزوار تذوقه مباشرة أثناء الاستماع إلى قصة نشأة العلامة التجارية. يتميز المتحف بتوزيع دقيق للإضاءة، مما يخلق تجربة حسية متكاملة للزوار.
يحتوي القسم التاريخي للمتحف، المعروف باسم "كنوز من أرشيف الشركة"، على معروضات تشمل السيارات القديمة التابعة للشركة، والتصاميم الأصلية لعبوات المنتجات، ومجسماً للصيدلية التي شهدت بداية د. أوتكر. كما يتم عرض أفلام وثائقية ورؤى حول عمليات الإنتاج الحديثة على شاشة كبيرة، مما يربط بين تاريخ الشركة وتطورها الصناعي عبر الزمن.

## منتجات الشركة
يتواجد هذا التصنيف في الوطن العربي حيث تنتج شركة د. أوتكر منتجاتها بحسب طلب السوق واحتياجات السوق ومتطلباته.

### البيتزا المجمدة
بيتزا ريستورانته (Pizza Ristorante)، بيتزا الموتزاريلا، بيتزا الفطر، بيتزا هاواي حلال، بيتزا الجبنة والطماطم الكرزية، بيتزا الأجبان الأربعة، بيتزا السبانخ، بيتزا سبيسيال حلال، بيتزا التونة وبيتزا سلامي حلال.
ديب بيتزا (Deep Pizza)، بيتزا مارغريتا، بيتزا سوبر سوبريم، بيتزا الدجاج المشوي، بيتزا الببروني وبيتزا الموزاريلا.

### خلطات الكيك
كيك الكريمة والموز، التيراميسو، شوكولافا، البراونيز، فطيرة الشوكولاتة، كيك الشوكولاتة، مافن الشوكولاتة مع رقائق الشوكولاتة، كيك الليمون، كيك الجزر، كيك الفانيلا، المافن وكيك الكراميل والحليب.

### مواد تزيين الكيك
المنتجات الخاصة بالخبز، الملونات الغذائية، المنكهات الطبيعية، الشوكولاتة، كريمة التغطية وعجينة المرزبان، سكر تزيين الكيك، قوالب الخبز والشموع، منتجات التزيين القابلة للأكل.

## وصلات خارجية
- موقع الشركة باللغة الإنكليزية
- موقع الشركة باللغة العربية